# Fynn Malte Schröder
Fynn Malte Schröder (* 12. Februar 1997 in Bremen) ist ein deutscher Handballspieler, der beim THW Kiel unter Vertrag stand.

## Karriere
Schröder spielte in der Jugend beim Hastedter TSV, bevor er 2013 zum THW Kiel wechselte, für den er in der A-Jugend-Bundesliga auflief. Von 2016 bis 2018 stand der 1,86 Meter große Torwart beim Drittligisten TSV Altenholz zwischen den Pfosten. Nachdem er im Rahmen seines Sozioökonomiestudiums ein Auslandssemester in Finnland verbracht hatte, schloss er sich nach seiner Rückkehr erneut dem THW Kiel an, für den er mit der zweiten Mannschaft in der Handball-Oberliga Hamburg - Schleswig-Holstein sowie als dritter Torwart der ersten Mannschaft in der Handball-Bundesliga spielte. Am 19. Dezember 2019 kam er beim 36:26-Heimsieg über die HBW Balingen-Weilstetten in der Kieler Sparkassen-Arena zu seinem Debüt in der Handball-Bundesliga. 2020 gewann er mit Kiel die deutsche Meisterschaft. Anschließend wechselte er zum Oberligisten TSV Kronshagen.